# Fabienne Dali
Marie-Louise De Vos dite Fabienne Dali, née le 22 septembre 1941 aux Bahamas, est une actrice de cinéma et de théâtre belge.

## Filmographie
- 1960 : Comment qu'elle est ? de Bernard Borderie
- 1960 : L'Ennemi dans l'ombre de Charles Gérard
- 1961 : Callaghan remet ça de Willy Rozier
- 1962 : En pleine bagarre (Mani in alto) de Giorgio Bianchi
- 1962 : Le Doulos de Jean-Pierre Melville : Fabienne
- 1963 : Le Secret de Joselito (El secreto de Tomy) d'Antonio del Amo
- 1964 : La Baie du désir de Max Pécas et Radley Metzger
- 1965 : Fureur sur le Bosphore (Agente 077 dall'oriente con furore) de Sergio Grieco
- 1965 : Super 7 appelle le sphinx (Superseven chiama Cairo) d'Umberto Lenzi
- 1966 : Opération peur (Operazione paura) de Mario Bava
- 1967 : Les Chiens verts du désert (Attentato ai tre grandi) d'Umberto Lenzi
- 1968 : Pour une poignée de diamants (it) (Cin cin... cianuro) d'Ernesto Gastaldi
- 1968 : Le tueur aime les bonbons (Un killer per sua maestà) de Federico Chentrens et Maurice Cloche
- 1968 : Mayerling de Terence Young
- 1968 : L'Amour à cheval (La matriarca) de Pasquale Festa Campanile
- 1969 : Un corps chaud pour l'enfer (Un corpo caldo per l'inferno) de Franco Montemurro